# Isola Marmot
Marmot  è l'isola più orientale dell'arcipelago Kodiak ed è situata nel golfo dell'Alaska, (USA). Si trova vicino alla costa orientale dell'isola di Afognak. Amministrativamente appartiene al Borough di Kodiak Island.
L'isola è lunga 11,5 km e larga 5,5 km, ha una superficie di 45,2 km² e il suo punto più alto tocca i 216 m.

## Storia
L'isola era stata registrata nel 1826 con il nome di Yevrashickey dal tenente Saryčev della Marina imperiale russa, da yevrashka, il nome di un tipo di roditori (del genere Spermophilus) simili agli scoiattoli e ai cani della prateria, tradotto poi erroneamente marmot (marmotta). L'isola ha avuto molte varianti nel suo nome: Evrashichie, Isla de Camacho, Saint Hermogenes, Tschikschi, Uhnik.